# 2024年航天活動列表
2024年，人类连续第四年创造了新的航天世界纪录，包括轨道发射总次数（261次）和成功次数（253次），也是连续第二年保持200次以上发射记录。在这一年，火神半人马座、引力一号、长征十二号、阿丽亚娜6号（部分成功）等火箭完成首飞。SpaceX的星舰完成了更多发展性发射，并且在第五次轨道试飞任务中首次着陆。此外，德尔塔系列火箭的最后一次发射于4月进行——确切地说是一枚德尔塔-4重型运载火箭。5月，中国国家航天局发射了嫦娥六号，成功从月球背面完成首次采样返回。9月，北极星黎明任务在椭圆轨道上使用龙飞船进行了首次商业太空行走。
其他国家级科学太空任务包括美国宇航局的欧罗巴快船探测器和欧空局的赫拉探测器，二者均于10月发射。美国宇航局在火星上的机智号直升机于1月停止运行，原因是其第72次飞行后旋翼叶片出现损坏。今年人类还进行了多次登月尝试。日本宇宙航空研究開發機構的SLIM和直觉机器公司的IM-1均成功在月球表面软着陆，前者使日本成为第五个成功在月球表面软着陆的国家，但两架探测器也在下降的最后时刻倾覆，两次任务都在不久后结束。
两个载人空间站——国际空间站和天宫空间站，在2024年继续运行。在载人任务方面，国际空间站曾被远征队70、71和72造访，而天宫则被神舟十八号和十九号造访。国际空间站还接待了公理3号任务的四名私人宇航员乘组，其中包括成为首位土耳其宇航员的Alper Gezeravcı。
2024年，还有其他几个值得注意的国家第一。第一位白俄罗斯公民进入太空——宇航员Maryna Vasileuskaya乘坐联盟MS-25发射升空（如果不算彼得·克利穆克、弗拉基米尔·科瓦廖诺克和奥列格·诺维茨基，他们进入太空时是苏联或俄罗斯、白俄罗斯裔公民）。此外，英国公民Nicolina Elrick成为第一位进入太空的新加坡裔，当时蓝色起源NS-26任务于8月29日飞越了卡门线。

## 概览

### 运载火箭
2024年首飞的运载火箭有美国联合发射联盟的火神运载火箭、中国东方空间的引力一号、日本太空一号的KAIROS（失败）、中国中国航天科技集团的长征六号丙、欧洲欧空局的阿丽亚娜6号（部分成功）和中国航天科技集团的长征十二号。
spaceX的星舰在本年度进行了第三次、第四次、第五次和第六次亚轨道飞行试验任务，取得了包括超重助推器回收成功在内的重大进展。

### 载人航天
2月4日，俄罗斯宇航员奥列格·科诺年科打破了在太空停留时间最长的世界纪录，超过了退休宇航员根纳季·帕达尔卡保持的878天11小时29分48秒。科诺年科于9月23日返回后，新纪录为1110天14小时57分钟。
6月5日，波音公司的星际客机飞船进行了载人试飞。蘇妮塔·威廉斯成为首位驾驶轨道级飞船进行首航的女性（对于亚轨道级飞船而言，类似的壮举由沃利·冯克在蓝色起源新雪帕德火箭的藍色起源NS-16任务中完成）。
9月11日，在联盟MS-26发射入轨后，创纪录地同时有19位人类进入地球轨道。除了MS-26的乘组人员外，这还包括北极星黎明、波音载人飞行测试、SpaceX載人8號、联盟MS-25和神舟十八号任务的乘组人员。
12月17日，中国航天员蔡旭哲、宋令东在天宫空间站机械臂和地面科研人员协助下，完成了人类历史上最长的太空行走，行走时间为9小时6分钟，期间他们完成了安装空间碎片防护装置、检查、外部设备设施维护等任务。

### 月球探测

#### 游隼号
游隼号月球着陆器于1月8日成功发射，但发射后检测到推进剂泄漏，导致无法进行任何登月尝试。最终，游隼号从未离开运载火箭送入的（高椭圆）地球轨道，任务在十天后（绕行一圈后）于1月18日结束，当时游隼号（在任务团队的控制下）再入地球大气层并被摧毁。

#### 智能月球探测器
智能月球探测器（SLIM）实现了日本航天器首次月球软着陆。它于2024年1月19日15:20（UTC）着陆，使日本成为第五个在月球上软着陆的国家。虽然它成功着陆，但它在月昼开始时以侧身姿态着陆，导致太阳能电池板朝西，背对太阳，未能产生足够的电力。着陆器依靠内部电池供电，但在此月昼电池已完全耗尽。
尽管着陆器上的太阳能电池阵列存在问题，在最终着陆前悬停期间部署的两辆LEV月球车（1号和2号）仍按预期工作，LEV-1可以独立与地面站通信。LEV-1在月球表面进行了七次跳跃，耗时107分钟。LEV-2拍摄的图像显示着陆姿态错误，下降过程中发动机喷嘴丢失，甚至着陆器的地球天线可能持续受损，因为它没有指向地球。尽管姿态错误和与着陆器失去通信，在确认其主要目标——在预定着陆点100米以内着陆——完成后，任务仍算完全成功。
1月29日，智能月球探测器在关闭一周后恢复运行。JAXA表示，它与探测器重新建立了联系，光照条件的变化使其能够在捕捉到阳光后，让太阳能电池再次工作。此后，探测器进入睡眠模式，准备迎接即将到来的严酷月夜。尽管 智能月球探测器预计只能运行一个月昼，即14个地球日，而且其机载电子设备并非设计用于承受月夜−120°C的温度，但它还是成功度过了3个月夜，分别于2月25日、3月27日和4月24日唤醒，并发回了更多数据和图像。此前只有勘测者计划中的部分着陆器能够在没有放射性同位素加热器的情况下度过月夜。

#### 奥德修斯号
直觉机器Nova-C月球着陆器IM-1奥德修斯号于2月15日通过猎鹰9号运载火箭以直接插入轨道向月球发射，随后于2月22日降落在月球南极地区，成为首个成功着陆的私人着陆器，也是首个使用低温推进剂着陆的着陆器。虽然着陆成功，但着陆器的一条腿在着陆时断裂，由于在斜坡上着陆，着陆器向另一侧倾斜了18°，但着陆器幸存下来，有效载荷正常运行。
着陆前，在距离月球表面约30米处，奥德修斯号计划弹出配备名为EagleCam摄像头的立方卫星，该卫星应当以大约10米/秒（22英里/小时）的撞击速度降落在着陆器附近的月球表面上。然而，由于软件补丁引起的复杂情况，实际着陆时没能弹出EagleCam。它后来于2月28日弹出，带回了所有类型的数据，除了其任务主要目标——奥德修斯号着陆后的图像。
着陆器还配备了月球图书馆，其中包含英文维基百科、艺术作品、互联网档案馆精选、古腾堡计划的部分内容等。预计图书馆的内容将在月球上以可读状态保存数十亿年。

#### 中国月球探测
3月13日，中国尝试将地月空间三星星座中的两颗卫星“DRO-A”和“DRO-B”发射至绕月远距离逆行轨道，但远征一号S上面级工作异常，卫星未能直接进入预定轨道，而是滞留在高度椭圆的低地球轨道上。7月15日，经卫星团队努力，两颗卫星成功到达预定轨道。8月30日，两颗卫星与“DRO-L”卫星成功构建K频段微波星间测量通信链路，完成世界上首个地月空间三星星座建设。
3月20日，中国将鹊桥二号中继卫星发射至月球轨道，同时发射的还有两颗微型卫星“天都一号”和“天都二号”。鹊桥二号将为嫦娥六号（月球背面）、嫦娥七号和嫦娥八号（月球南极地区）航天器提供通信中继服务。天都一号和天都二号将测试未来月球导航和定位星座的技术。所有三颗探测器均于2024年3月24日成功进入月球轨道（两颗探测器于2024年4月3日在月球轨道上解锁分离）。
中国于5月3日发射嫦娥六号，从月球背面的阿波罗盆地首次采样返回。这是中国第二次月球样品返回任务，第一次是四年前嫦娥五号从月球正面返回。嫦娥六号携带了几个国际有效载荷以及一个事前未公布的中国微型月球车“金蟾”，对月球表面进行红外光谱分析，并对嫦娥六号着陆器在月球表面进行成像。着陆器-上升器-月球车组合体在6月1日22:23（UTC）着陆前与轨道器-返回器组合体分离。它于2024年6月1日降落在月球表面。上升器于6月3日23:38（UTC）携带着陆器采集的样本返回月球轨道，并与在月球轨道上等候的轨道器-返回器组合体完成交会对接。样品容器被转移到返回器上，返回器于6月25日着陆在内蒙古四子王旗着陆场，顺利完成中国的月球背面样品返回任务。巴基斯坦随嫦娥六号发射了一颗名为ICUBE-Q的月球轨道器。着陆器还放置了一面由玄武岩制成的小型中国国旗，玄武岩是一种在月球表面大量存在的物质，此举意在展现原位资源利用的精神。嫦娥六号轨道器将样本送回地球后，于9月9日成功被日地L2拉格朗日点捕获。

#### 阿耳忒弥斯计划
11月，用于阿耳忒弥斯2号任务的SLS火箭的固体火箭助推器各部件开始堆叠作业。12月5日，NASA更新了阿耳忒弥斯计划任务时间表，阿耳忒弥斯2号从2025 年9月推迟到2026年4月，阿耳忒弥斯3号从2026年9月推迟到2027年中期。延迟主要归因于猎户座飞船的隔热罩问题。

## 轨道发射
| ← 一月 • 二月 • 三月 • 四月 • 五月 • 六月 • 七月 • 八月 • 九月 • 十月 • 十一月 • 十二月 → |

| ← 一月 • 二月 • 三月 • 四月 • 五月 • 六月 • 七月 • 八月 • 九月 • 十月 • 十一月 • 十二月 → |

| ← 一月 • 二月 • 三月 • 四月 • 五月 • 六月 • 七月 • 八月 • 九月 • 十月 • 十一月 • 十二月 → |

| ← 一月 • 二月 • 三月 • 四月 • 五月 • 六月 • 七月 • 八月 • 九月 • 十月 • 十一月 • 十二月 → |

| ← 一月 • 二月 • 三月 • 四月 • 五月 • 六月 • 七月 • 八月 • 九月 • 十月 • 十一月 • 十二月 → |

| ← 一月 • 二月 • 三月 • 四月 • 五月 • 六月 • 七月 • 八月 • 九月 • 十月 • 十一月 • 十二月 → |

| ← 一月 • 二月 • 三月 • 四月 • 五月 • 六月 • 七月 • 八月 • 九月 • 十月 • 十一月 • 十二月 → |

| ← 一月 • 二月 • 三月 • 四月 • 五月 • 六月 • 七月 • 八月 • 九月 • 十月 • 十一月 • 十二月 → |

| ← 一月 • 二月 • 三月 • 四月 • 五月 • 六月 • 七月 • 八月 • 九月 • 十月 • 十一月 • 十二月 → |

| ← 一月 • 二月 • 三月 • 四月 • 五月 • 六月 • 七月 • 八月 • 九月 • 十月 • 十一月 • 十二月 → |

| ← 一月 • 二月 • 三月 • 四月 • 五月 • 六月 • 七月 • 八月 • 九月 • 十月 • 十一月 • 十二月 → |

| ← 一月 • 二月 • 三月 • 四月 • 五月 • 六月 • 七月 • 八月 • 九月 • 十月 • 十一月 • 十二月 → |

## 发射统计

### 按国家（区域）
| 国家（区域） | 发射数 | 成功数 | 失败数 | 部分失败数 | 备注                                                             |
| ------------ | ------ | ------ | ------ | ---------- | ---------------------------------------------------------------- |
| 美国         | 154    | 153    | 1      | 0          | 含在新西兰马希亚的电子号火箭的发射，不含SpaceX星舰亚轨道飞行试验 |
| 中国         | 68     | 65     | 2      | 1          |                                                                  |
| 俄羅斯       | 17     | 17     | 0      | 0          |                                                                  |
| 日本         | 7      | 5      | 2      | 0          |                                                                  |
| 印度         | 5      | 5      | 0      | 0          |                                                                  |
| 伊朗         | 4      | 4      | 0      | 0          |                                                                  |
| 歐洲         | 3      | 2      | 0      | 1          |                                                                  |
| 总计         | 259    | 251    | 6      | 2          |                                                                  |

### 按火箭
- 安塔瑞斯230+
- 谷神星一号
- 电子号
- 猎鹰9号（首次）
- 猎鹰9号（重复）
- 猎鹰重型
- H-IIA
- H3
- 快舟一号甲
- 长征二号
- 长征三号
- 长征四号
- 长征五号
- 长征六号
- 长征七号
- 长征八号
- 长征十一号
- 长征十二号
- 联盟2号
- PSLV
- GSLV
- LVM3
- SSLV
- 阿丽亚娜-5
- 千里马1号
- 质子M型
- 其他

### 按发射场
- 酒泉
- 太原
- 文昌
- 西昌
- 海南商发
- 黄海
- 圭亚那
- 萨迪什·达万
- 塞姆南
- 沙赫鲁德
- 帕尔马奇姆
- 种子岛
- 拜科努尔
- 玛希亚
- 普列谢茨克
- 东方
- 卡纳维拉尔角
- 肯尼迪
- 中大西洋区
- 莫哈韦
- 科迪亚克
- 范登堡

### 按轨道
- 跨大气层
- 近地轨道
- 近地轨道（国际空间站）
- 近地轨道（中国空间站）
- 太阳同步轨道
- 近地轨道（逆行）
- 中地球轨道
- 闪电轨道
- 地球同步轨道
- 冻原轨道
- 高地球轨道
- 月球转移轨道
- 日心轨道